# Feistritz (Gemeinde Metnitz)
Feistritz ist eine Ortschaft in der Kärntner Marktgemeinde Metnitz mit 128 Einwohnern (Stand 1. Jänner 2024). Die Ortschaft liegt zur Gänze auf dem Gebiet der Katastralgemeinde Feistritz.

## Lage
Die Ortschaft erstreckt sich weitverstreut im südlichen Teil der Gemeinde Metnitz im Tal des Feistritzbachs, dem größten rechten Seitental der Metnitz. Sie ist von Grades aus auf einer schmalen Straße vorbei an der Kirche St. Wolfgang erreichbar, sowie von Marienheim aus über die L62c (Prekover Landesstraße).

## Geschichte
Schon um 1100 wird die Kirche von Feistritz (Wztrich) genannt. Ab 1131 erscheint die Pfarre Feistritz, die zusammen mit Metnitz eine der beiden ältesten Pfarren im oberen Metnitztal ist. Die unter Denkmalschutz Pfarrkirche Feistritz ob Grades weist dementsprechend einen romanischen Kern auf.
Als Teil der Steuer- bzw. Katastralgemeinde Feistritz wurde Feistritz im Zuge der Reformen nach der Revolution 1848/49 Teil der Gemeinde Grades. 1973 wurden die Gemeinden Grades und Metnitz zusammengeschlossen, so dass die Ortschaft heute zur Gemeinde Metnitz gehört.

## Bevölkerungsentwicklung
Für die Ortschaft zählte man folgende Einwohnerzahlen:
- 1869: 73 Häuser, 464 Einwohner[2]
- 1880: 69 Häuser, 450 Einwohner[3]
- 1890: 68 Häuser, 479 Einwohner[4]
- 1900: 66 Häuser, 387 Einwohner[5]
- 1910: 68 Häuser, 455 Einwohner[6]
- 1934: 430 Einwohner[7]
- 1961: 51 Häuser, 270 Einwohner[8]
- 1991: 173 Einwohner[9]
- 2001: 63 Gebäude, 150 Einwohner[10]
- 2011: 65 Gebäude, 149 Einwohner[11]
- 2021: 65 Gebäude, 124 Einwohner, 45 Haushalte, 28 Arbeitsstätten[12]

## Ortschaftsbestandteile
Im Bereich der Ortschaft befinden sich die Einzelhöfe Agritzer, Bacher, Bucher, Dolzer, Dörfler (im oberen Feistritztal), Dörfler (im unteren Feistritztal), Gadotzer, Ganacher, Göderle, Habersack, Hornbonger, Kogler, Kraber, Ladinig, Ladusger, Lamer, Lauchard, Leitner, Moar im Kranabeth, Oberer Moser, Oberleitner, Prekova, Schickbauer, Schrottenbacher, Simperl, Sommerleitner, Stallnig, Starnegger, Struitz, Sumper, Tonner, Unterer Moser, Unterer Steiner, Walder, Wiesbichler, Winkler, Zechner in der Ebene und das Gasthaus Reggerhof.
Vorübergehend wurde amtlich zwischen den Ortschaftsbestandteilen Bach, Hinterort, Oberort, Schattseite und Sonnseite unterschieden:

### Bach
Für die Rotte Bach wurden 1890 2 Häuser mit 11 Einwohnern und 1900 5 Häuser mit 28 Einwohnern angegeben.

### Hinterort
Für die Rotte Hinterort wurden 1890 17 Häuser mit 157 Einwohnern und 1900 13 Häuser mit 101 Einwohnern angegeben.

### Oberort
Für die Rotte Oberort wurden 1890 16 Häuser mit 61 Einwohnern und 1900 16 Häuser mit 25 Einwohnern angegeben.

### Schattseite
Für die Rotte Schattseite wurden 1890 11 Häuser mit 89 Einwohnern und 1900 11 Häuser mit 75 Einwohnern angegeben.

### Sonnseite
Für die Rotte Sonnseite wurden 1890 22 Häuser mit 161 Einwohnern und 1900 21 Häuser mit 158 Einwohnern angegeben.